# Hacienda de Santa Anna Aragón
La Hacienda de Santa Anna Aragón fue una de las haciendas de México más productivas y grandes de la época novohispana, fue propiedad de la República Indiana de Santiago Tlatelolco ubicada al norte de la Ciudad de México.

## Historia

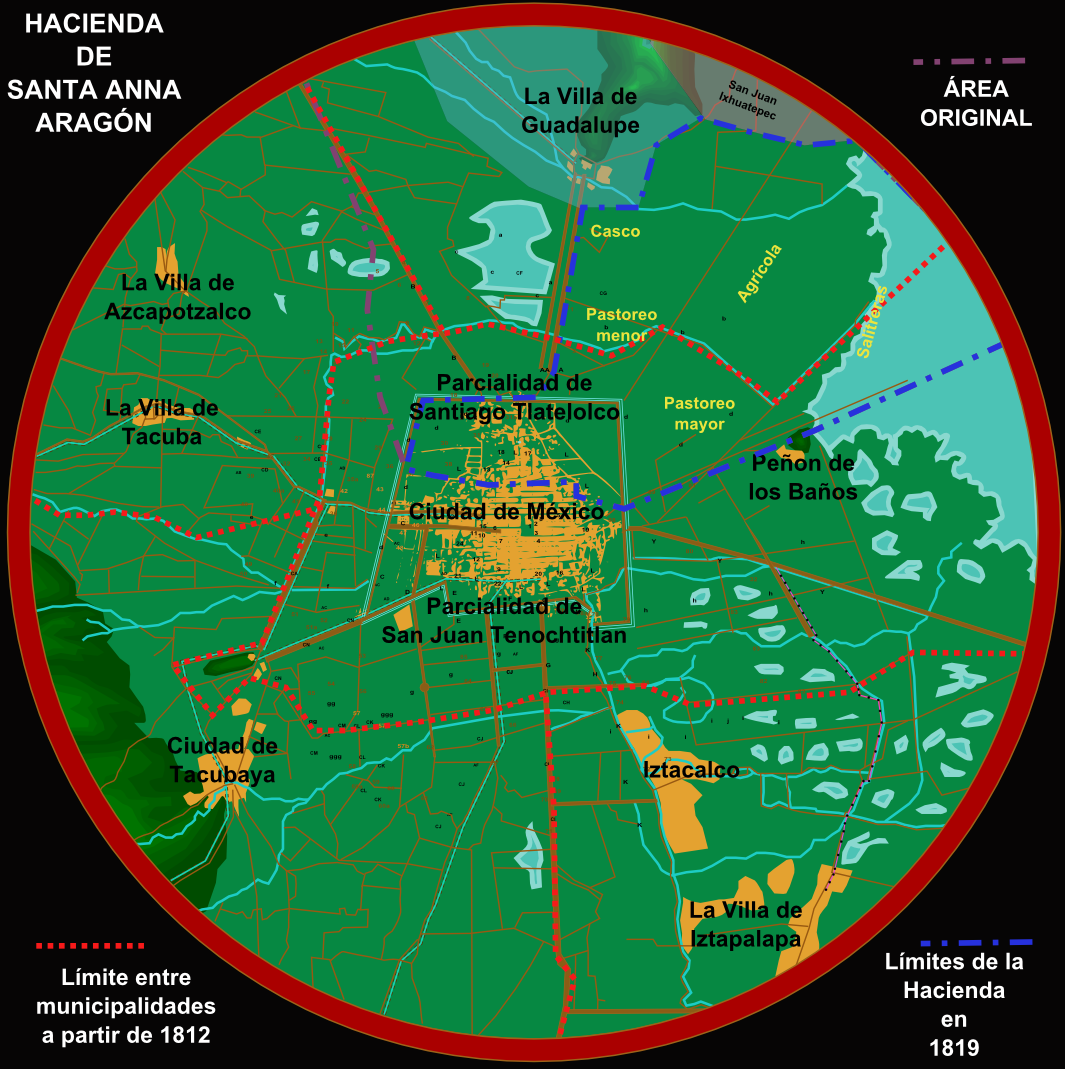
Extensión territorial de la hacienda basada en un mapa del Distrito Federal de (México) en 1824.

### SigloXVI
Luego de la caída de Tlatelolco y la captura de Cuauhtémoc, Hernán Cortes buscó la manera de reconciliarse con los diferentes grupos de indígenas que habían combatido en su favor o en su contra, para esto hizo al Huey Tlatoani Cuauhtémoc ratificar el vasallaje que había dado el Huey Tlatoani Moctezuma Xocoyotzin al emperador español Carlos I de España , con lo cual logró sujetar a los mexicas de México-Tenochtitlan y a los de México – Tlatelolco, los cuales entre otras cosas le apoyaron con hombres y familias en sus viajes de conquista y exploración.
Como forma de asegurar la lealtad de los indígenas Tlatelolcas y Tenochcas, ratificó los títulos de propiedad de estos en la ciudad de México - Tlatelolco, mientras otorgaba las tierras de Tenochtitlán a sus aliados indígenas, a los cuales organizó alrededor de la ciudad española que formó con la traza de Alonso García Bravo, dio a estas poblaciones indígenas el carácter de repúblicas indianas a la aliada nombró San Juan Tenochtitlán mientras a la de Tlatelolco la nombró Santiago Tlatelolco como agradecimiento a Santiago el Mayor santo patrón de España y símbolo de la conquista.
Es durante la primera etapa del Virreinato de la Nueva España (entre 1524 a 1570) que los integrantes de la República de Indios de Santiago Tlatelolco, presentan a la corona española sus argumentos sobre la posesión de diversas tierras no solo en Santiago Tlatelolco, sino en toda las riveras del norte del lago y la explotación exclusiva de las aguas al norte de Tlatelolco y al oriente hasta el Peñón de los Baños, para lo cual dice la tradición presentaron varios documentos entre estos el llamado Concesiones de Cuauhtémoc (este documento está referido solo en los documentales de los pleitos de tierras iniciados en el siglo XVIII), es de suponer que Cortes primero, los virreyes y la Real Audiencia luego ratificaran de buena gana sus argumentaciones, por lo cual los indígenas se hicieron de una gran cantidad de terrenos y aguas en los siglos siguientes en las cuales desarrollaron una gran actividad económica.

### SigloXVII
Con la constante desecación del lago de Texcoco, las tierras agrícolas fueron aumentando, lo que acrecentó el patrimonio de la república. Esta debió tener cierta influencia a través de los préstamos que daba a particulares y a la misma corona, ya que al contrario de otros pueblos indígenas, ganó varios pleitos a la Ciudad de México y a la misma San Juan Tenochtitlán misma que desapareció rápidamente fundiéndose con la ciudad española, además los trabajos en sus tierras eran realizados por los mismos indígenas, bajo la dirección de indígenas, por lo que nunca conocieron la institución de la encomienda, además de que su trabajo solo lo hacían por semana y con un salario, que era del doble del corriente en la época, jurídicamente esta república solo respondía al Juzgado General de Naturales lo que era todo un privilegio.

### SigloXVIII
Hacia 1709 los Tlatelolcas incluso lograron el reconocimiento en el uso exclusivo de las tierras del norte de la Ciudad de México, a pesar de que se consideraban parte del ejido de San Juan Tenochtitlán,  con lo cual podían cobrar el derecho a pastar a los dueños de recuas que debían dejar sus bestias de carga fuera de los muros de la Ciudad de México,
Hacia 1713 la posesión y usufructo de las tierras, riveras y lago fue asegurado del todo, así que ese mismo año arrendaron al entonces alférez de la Ciudad de México Blas López de Aragón por nueve años las tierras – arrendar por diez años era sinónimo de a perpetuidad y los Tlatelolcas solo tenían los derechos de explotación- varias tierras para el pastoreo y otras labores, en cuyo contrato el alférez pagaba 14 mil pesos oro sobre las tierras y daba un donativo de dos mil pesos al monarca español, además de hacerse responsable de la limpieza del río de Guadalupe realizar mejoras a las tierras, defender los derechos de los Tlatelolcas ante los tribunales, permitir la libre explotación del lago a los Tlatelolcas y conducir al agua del acueducto de Guadalupe hasta Santiago Tlatelolco.
Para la mejora de las tierras ganadas al lago de Texcoco, Aragón contó con un tal Francisco de Oscoy quien logró hacer laborables las tierras salitrosas del ex lago.
Es por este Alférez que se le llama Aragón a la hacienda y luego a una zona amplia del nororiente del Distrito Federal de México y la Zona Metropolitana del Valle de México, al parecer los indígenas siempre habían llamado Santa Anna a la hacienda en honor a esa santa, pero como Aragón había creado el casco de la hacienda, el general empezó a llamarle Santa Anna de Aragón.
Es por estos mismos años que la hacienda pierde parte de su territorio, al fundarse en 1741 la Villa de Guadalupe, para lo cual se le dio un fundó legal de mil varas cuadradas, a lo cual se opuso la parcialidad de Santiago y en parte el Ayuntamiento de México.
Hacia 1750 se enfrascaron en pleitos Aragón y los Tlatelolcas, ya que Aragón hacia gastos excesivos en obras para la hacienda, por lo que este fue condenado a pagar los réditos reclamados por los Tlatelolcas, deuda que no cubrió por su muerte y la pobreza de su familia y herederos, así que las arcas de Tlatelolco debieron cubrirlas, a pesar de estas mermas económicas la hacienda estaba en mejor estado, aun así los gobernadores indígenas como Ignacio Martínez de San Roque y Matías de los Ángeles, debieron comprar y reparar varias cosas para la hacienda lo que permitió rentarla en 1385 pesos anuales a Miguel de Berrio Conde de Valparaíso en 1762, además de 1051 pesos y medio tomín por el ganado y productos al momento de la renta. Esta segunda renta se finiquito por mutuo acuerdo el 25 de agosto de 1765, debido a repetidas inundaciones y otros problemas que hicieron imposible su aprovechamiento por parte del arrendatario, el cual debió cubrir varios gastos para lograr deshacerse del negocio.
Por supuesto que este fin amistoso fue precedido por pleitos legales, los cuales permitieron al virrey ordenar su entrega a José Joaquín Moreno, Escribano General de Indios, la administración de la hacienda, en la cual se distinguió y dejó en situación boyante, pero tras su muerte, su hijo fue acusado de robo y tuvo que pasar un tiempo en la cárcel.
En 1768 la administración de la hacienda se basó en una compañía, donde los indígenas se organizaban en lo que hoy sería una sociedad anónima, en esta tenían un administrador general, recibiendo en forma directa el 10% de las cosechas, su primer administrador fue Domingo de Rábago, el primer Conde de Rábago, quien se negó a dar el pago directo a los Tlatelolcas, argumentando que "no quiero tener ningún trato con indios", es así como Diego Moreno hermano del escribano paga las deudas de Rábano y se le devuelve la administración de la hacienda al hijo de José Joaquín Moreno, quien la dirige desde la cárcel.
En 1772 la hacienda se vuelve arrendar a un tal Francisco López quien debió tener una infructuosa administración, en 1782 el arrendatario es Francisco Menéndez Valdez quien estuvo enfrascado en pleitos constantes con los dueños, ya que descuido la hacienda incentivando la producción de sal, además de despojarla de recursos y hacer trabajos fuera de su jurisdicción.
En 1787 y 1788 la administración de la hacienda se remató, primero a 4,340 pesos anuales de renta pero luego de una postura de 4,500 se le otorgó a Francisco José Izquierdo, quien realizó tan buena administración que en 1794 se le renovó su arrendamiento.

### SigloXIX
En 1804 la hacienda vuelve a perder una parte de su territorio cuando se funda el pueblo de San Juan Ixhuatepec y los habitantes de Zacualco invaden pequeñas partes de la hacienda.
Izquierdo conservo el arrendamiento hasta 1809 o 1810, cuando se entregó la administración al capitán Andrés Arias por 7,600 pesos anuales, mas al parecer el ambiente de zozobra que vivía la Nueva España, durante la Guerra de Independencia de México permitió su arrendamiento a Francisco Algara con un contrato de 1811 a 1820, aunque en 1819 un tal Miguel Ardines reclamaba indemnizaciones a la Ciudad de México por las inundaciones sufridas en la hacienda de Aragón de la cual era arrendatario.
Consumada la independencia y formado el Distrito Federal la administración del Distrito Federal fue rápidamente ocupada por personas quienes buscaron todas las formas legales para desmembrar a la República de Indios de Santiago Tlatelolco y hacerse de sus bienes y poder político en los municipios de México y Guadalupe, lo cual fueron logrando poco a poco, primero al aplicar las leyes de disolución de asociaciones decretadas al final de la Nueva España y posteriormente con las Leyes de Reforma que desaparecieron del todo las asociaciones indígenas llamadas ejidos.
Hacia 1857 la hacienda ya no existe como tal, al haber sido dividida en multitud de ranchos y haciendas, las cuales en su mayoría conservan el nombre de Aragón, tal es el caso de San Juan de Aragón, pueblo que muchos creen el origen del nombre con el que se conoce esta zona de la Zona Metropolitana del Valle de México.

## Extensión
Entre 1765 y 1785 la hacienda tenía los siguientes linderos:
Al norte partiendo de la calzada de Guadalupe la rivera izquierda del río de Guadalupe, luego al norte en un punto indeterminado rodeando ciénagas y pantanos hasta un lugar llamado Punta de Río, en la rivera que quedaba se acomodaban los ranchos o villorrios de trabajadores que permitían la producción de sal como San Juan Aragón, por el lago se prolongaba hasta el Peñón de los Baños de donde hacia un cuadrado al sur y luego al poniente hasta la desembocadura del canal y albarradón de San Lázaro por cuya Riviera derecha continuaba al poniente hasta pasar los canales que limitaban la ciudad y que son conocidos como Muros de Agua ya dentro de la ciudad abarcaba el barrio de la Concepción de la Ciudad de México y el territorio de la parcialidad de Santiago de Tlatelolco, para luego al norte por la calzada de Guadalupe.

## Producción
Peces del lago de Texcoco como los desaparecidos Mexcalpiques y Popochas, ranas, patos, tule, carrizo, tequesquite y sal, eran los productos originales de la hacienda, con las mejoras de la tierra se introdujo la siembre de maíz, cebada, trigo, oliva, etc.
En forma paralela se dio la renta de tierras de pastoreo, para ganado menor sobre todo al suroriente de la hacienda, mientras los terrenos cercanos a las garitas de la Ciudad de México se rentaban a los transportistas que debían dejar fuera de la ciudad a sus recuas, por las cuales cobraban un derecho además de dar otros servicios como veterinaria, herrería y alimentos. Esto último dio nacimiento y auge a los barrios comerciales de Tlatelolco como Tepito o La Lagunilla.